# Clima tropicale
     clima equatoriale (Af),
     clima monsonico (Am),
     clima della savana (Aw).

clima equatoriale (Af),
clima monsonico (Am),
clima della savana (Aw).

Il clima tropicale è il clima tipico della zona torrida della Terra, ovvero la fascia latitudinale compresa dentro i due tropici del Cancro e del Capricorno, presente dunque in Africa, Asia meridionale e Sud-Est Asiatico, Australia, Oceania, Sud della Florida, America meridionale e centrale. In questo clima si sviluppano ambienti tipici come le foreste tropicali e le savane. Nella classificazione climatica di Köppen viene identificato con la lettera A.

## Caratteristiche
I climi tropicali con i relativi biomi sono caratterizzati da elevate temperature durante tutto l'anno: neppure nel mese più freddo la temperatura scende al di sotto dei 15 °C.
Il regime pluviometrico distingue i vari tipi di clima tropicale: Wladimir Köppen ne distinse tre: il clima equatoriale vero e proprio, Af (tropisches Regenwaldklima, immerfeucht, in italiano "clima della foresta pluviale tropicale, sempre umida"), il clima monsonico, con una stagione secca e una umida, Am (Regenwaldklima trotz Trockenzeit, in italiano "clima della foresta pluviale malgrado periodo secco") e infine il clima della savana, più secco e con maggiori escursioni termiche Aw (Savannenklima, wintertrocken). Il clima Af è contraddistinto da precipitazioni mensili medie sempre superiori ai 60mm.
Questa fascia ospita animali e piante appartenenti ad una grande biodiversità. Il clima tropicale è caratterizzato da due diverse stagioni, la piovosa e la secca. Il pluviometro registra 1000 ml annui di piogge, con un'escursione annua che fa sì che nella stagione piovosa le temperature siano più basse. Il bioma tipico in Africa è la savana (erbe alte nella stagione piovosa; erbe basse nella stagione secca). Il bioma prevalente nel sud est asiatico, come in India, è la giungla (grazie alle piogge portate dai monsoni, è un bioma intricato). L'antropizzazione è consistente nel sud est asiatico.